# Pusztai Zsuzsa
Pusztai Zsuzsa (Kolozsvár, 1948. május 23. –) műszaki szakíró, villamosmérnök.

## Életpályája
1966-ban érettségizett a kolozsvári Brassai Sámuel Elméleti Líceumban. 1971-ben villamosmérnöki diplomát szerzett a kolozsvári Műegyetemen. Pályáját a kolozsvári Számítástechnikai Kutatóintézetben kezdte mint kutató. 1988 óta Magyarországon él.
A Puskás Ferenc szerkesztette Elektrotechnikai Kislexikon. I-II. (1994) című Kriterion-kézikönyv társszerzője.